# الأسعر الجعفي
الأسعر الجعفي ـ ويكتب في كثير من الكتب الأشعر، وهو خطأ ـ هو مرثد بن أبي حمران الجعفي. شاعر جاهلي، لقب بالأسعر لقوله:
وردت له قصيدة في كتب التراث وردت في الأصمعيات والوحشيات وحماسة البحتري، وكان قد قرضها يعرض فيها بإخوته لأبيه الذين لم يثأروا لمقتل أبيهم وقبلوا الدية من قاتليه وباعوا فرسه وأكلوا ثمنها ولما شب وقوي ساعده ثأر لأبيه واستعاد خيله ووصفها وآثرها على غيرها وتفاخر ببطولاته على صهواتها.

## وصلات خارجية
- بوابة الشعراء: الأسعر الجعفي
- مجالس الإقلاع: الأسعر الجعفي

1. ↑  بوَّابة الشُعراء (بالعربية والإنجليزية)، QID:Q106776388